# Schefflera pentagyra
Schefflera pentagyra är en araliaväxtart som beskrevs av Chang Jiang Tseng och Gin Hoo. Schefflera pentagyra ingår i släktet Schefflera och familjen araliaväxter. Inga underarter finns listade.